# مسافة بين مصدر الأشعة ومستقبل الصورة
في مجال الأشعة الطبية، تعني المسافة بين مصدر الأشعة ومستقبل الصورة (SID) قياس المسافة بين مصدر الأشعة وجهاز كشف الأشعة.
وترتبط المسافة بين مصدر الأشعة ومستقبِل الصورة ارتباطًا وثيقًا بالمسافة بين مصدر الأشعة والشخص ‌(‌SOD‌)‌ والمسافة بين الشخص ومستقبِل الصورة (OID) من خلال المعادلة التالية المسافة بين مصدر الأشعة والشخص + المسافة بين الشخص ومستقبِل الصورة = المسافة بين مصدر الأشعة ومستقبِل الصورة. وينتج عن القيم النسبية والمطلقة لهذه القياسات معدلات جودة عديدة لصورة الأشعة فضلاً عن كمية الأشعة التي يتعرض لها المريض. فعلى سبيل المثال، تعمل زيادة المسافة بين الشخص ومستقبِل الصورة على تحسين تباين الصورة عن طريق تقليل كمية الأشعة المُنبعثة التي تصل للمُستقبِل، على الرغم من ذلك ينتج عنها تكبير الصورة حال عدم زيادة المسافة بين مستقبِل الأشعة ومصدر الصورة بدقة.